# Persone di nome Cédric
| Questa pagina contiene informazioni ricavate automaticamente dalle voci biografiche con l'ausilio del template Bio e di un bot. L'aggiornamento è periodico e automatico e ricostruisce completamente la pagina. Se manca una persona in questa lista, sei pregato di non aggiungerla, ma accertati piuttosto che la sua voce biografica contenga il template Bio e che i dati anagrafici siano correttamente compilati. Se il template Bio manca, inseriscilo tu stesso o, in alternativa, metti l'avviso {{tmp\|Bio}} che ne segnala la mancanza. Se i dati riportati sono sbagliati, correggi direttamente la voce biografica; le modifiche saranno visibili in questa lista entro pochi giorni. Per chiarimenti vedi il progetto antroponimi. La lista contiene solo le 86 persone che sono citate nell'enciclopedia e per le quali è stato implementato correttamente il template Bio. Pagina aggiornata al 6 ago 2025. |

Questa è una lista di persone presenti nell'enciclopedia che hanno il nome Cédric, suddivise per attività principale.

## Allenatori di calcio(4)
- Cédric Anselin, allenatore di calcio e ex calciatore francese (Lens, n. 1977)
- Cédric Fauré, allenatore di calcio e ex calciatore francese (Tolosa, n. 1979)
- Cédric Lécluse, allenatore di calcio e ex calciatore francese (Épinay-sur-Seine, n. 1972)
- Cédric Varrault, allenatore di calcio e ex calciatore francese (Blois, n. 1980)

## Allenatori di pallacanestro(1)
- Cédric Heitz, allenatore di pallacanestro francese (Mulhouse, n. 1973)

## Allenatori di pallamano(1)
- Cédric Paty, allenatore di pallamano e ex pallamanista francese (Châtillon-sur-Seine, n. 1981)

## Arrampicatori(1)
- Cédric Lachat, arrampicatore svizzero (Porrentruy, n. 1984)

## Bobbisti(1)
- Cédric Grand, bobbista svizzero (Ginevra, n. 1976)

## Calciatori(33)
- Cédric Amissi, calciatore burundese (Bujumbura, n. 1990)
- Cédric Avinel, ex calciatore francese (Parigi, n. 1986)
- Cédric Bakambu, calciatore francese (Ivry-sur-Seine, n. 1991)
- Cédric Barbosa, ex calciatore francese (Aubenas, n. 1976)
- Cédric Bardon, ex calciatore francese (Lione, n. 1976)
- Cédric Baseya, ex calciatore francese (Brétigny-sur-Orge, n. 1987)
- Cédric Boussoughou, calciatore gabonese (Moanda, n. 1991)
- Cédric Brunner, calciatore svizzero (Zollikon, n. 1994)
- Cédric Cambon, ex calciatore francese (Montpellier, n. 1986)
- Cédric Carrasso, ex calciatore francese (Avignone, n. 1981)
- Cédric Collet, ex calciatore francese (Brétigny-sur-Orge, n. 1984)
- Cédric D'Ulivo, calciatore francese (Marsiglia, n. 1989)
- Cédric Daury, calciatore, allenatore di calcio e dirigente sportivo francese (Meudon, n. 1969 - Tours, † 2024)
- Cédric Djeugoué, calciatore camerunese (Moungo, n. 1992)
- Cédric Fabien, ex calciatore francese (Caienna, n. 1982)
- Cédric Gasser, calciatore svizzero (Münsingen, n. 1998)
- Cédric Gogoua, calciatore ivoriano (Abidjan, n. 1994)
- Cédric Hengbart, ex calciatore francese (Falaise, n. 1980)
- Cédric Hountondji, calciatore francese (Tolosa, n. 1994)
- Cédric Kanté, ex calciatore maliano (Strasburgo, n. 1979)
- Cédric Kipré, calciatore francese (Parigi, n. 1996)
- Cédric Mensah, calciatore togolese (Marsiglia, n. 1989)
- Cédric Mongongu, ex calciatore congolese (Repubblica Democratica del Congo) (Kinshasa, n. 1989)
- Cédric Mouret, ex calciatore francese (Avignone, n. 1978)
- Cédric Ondo Biyoghé, calciatore gabonese (n. 1994)
- Cédric Roussel, calciatore belga (Mons, n. 1978 - Mons, † 2023)
- Cédric Sansot, calciatore francese (n. 1989)
- Cédric Si Mohamed, calciatore francese (Roanne, n. 1985)
- Cédric Soares, calciatore portoghese (Singen, n. 1991)
- Cédric Teguía, calciatore spagnolo (Douala, n. 2001)
- Cédric Vásquez, ex calciatore peruviano (n. 1959)
- Cédric Yamberé, calciatore francese (Bordeaux, n. 1990)
- Cédric Zesiger, calciatore svizzero (Meyriez, n. 1998)

## Canottieri(1)
- Cédric Berrest, canottiere francese (Tolosa, n. 1985)

## Cavalieri(1)
- Cédric Lyard, cavaliere francese (n. 1972)

## Cestisti(4)
- Cédric Bah, cestista ivoriano (Treichville, n. 1994)
- Cédric Ferchaud, cestista francese (Cholet, n. 1980)
- Cédric Mafuta, ex cestista svizzero (Ginevra, n. 1984)
- Cédric Mansaré, cestista francese (Le Mans, n. 1985)

## Ciclisti su strada(5)
- Cédric Beullens, ciclista su strada belga (Onze-Lieve-Vrouw-Waver, n. 1997)
- Cédric Coutouly, ex ciclista su strada francese (Albi, n. 1980)
- Cédric Hervé, ex ciclista su strada francese (Dinan, n. 1979)
- Cédric Pineau, ex ciclista su strada e ex ciclocrossista francese (Migennes, n. 1985)
- Cédric Pries, ciclista su strada e ciclocrossista lussemburghese (n. 2000)

## Designer(1)
- Cédric Ragot, designer francese (Dieppe, n. 1973 - Parigi, † 2015)

## Dirigenti sportivi(1)
- Cédric Vasseur, dirigente sportivo e ex ciclista su strada francese (Hazebrouck, n. 1970)

## Disc jockey(1)
- Talamasca, disc jockey e produttore discografico francese (n. 1974)

## Giocatori di football americano(3)
- Cédric Charpilloz, giocatore di football americano svizzero (n. 1980)
- Cédric Cordey, giocatore di football americano e allenatore di football americano svizzero (n. 1996)
- Cédric Vuagniaux, giocatore di football americano svizzero (n. 1991)

## Hockeisti su prato(1)
- Cédric Charlier, hockeista su prato belga (Anderlecht, n. 1987)

## Judoka(1)
- Cédric Revol, judoka francese (n. 1994)

## Matematici(1)
- Cédric Villani, matematico e politico francese (Brive-la-Gaillarde, n. 1973)

## Pallamanisti(2)
- Cédric Burdet, ex pallamanista francese (Belley, n. 1974)
- Cédric Sorhaindo, pallamanista francese (La Trinité, n. 1984)

## Pentatleti(1)
- Cédric Pla, pentatleta francese (n. 1983)

## Pianisti(1)
- Cédric Pescia, pianista francese (n. 1976)

## Pistard(1)
- Cédric Mathy, ex pistard belga (Ixelles, n. 1970)

## Poeti(1)
- Cédric Marshall Kissy, poeta ivoriano (Grand-Bassam, n. 1988)

## Rapper(1)
- KeBlack, rapper e cantante francese (Creil, n. 1992)

## Registi(4)
- Cédric Anger, regista e sceneggiatore francese (Caen, n. 1975)
- Cédric Jimenez, regista e sceneggiatore francese (Marsiglia, n. 1976)
- Cédric Kahn, regista, sceneggiatore e attore francese (Fontenay-aux-Roses, n. 1966)
- Cédric Klapisch, regista e sceneggiatore francese (Neuilly-sur-Seine, n. 1961)

## Rugbisti a 15(3)
- Cédric Desbrosse, ex rugbista a 15 e allenatore di rugby a 15 francese (Givors, n. 1971)
- Cédric Heymans, rugbista a 15 francese (Brive-la-Gaillarde, n. 1978)
- Cédric Soulette, ex rugbista a 15 e imprenditore francese (Béziers, n. 1972)

## Schermidori(3)
- Cédric Gohy, schermidore belga (Verviers, n. 1975)
- Cédric Pillac, schermidore francese (n. 1973)
- Cédric Séguin, schermidore francese (Pierrelatte, n. 1973)

## Sciatori alpini(3)
- Cédric Meilleur, ex sciatore alpino francese (n. 1976)
- Cédric Morand, ex sciatore alpino francese (n. 1976)
- Cédric Noger, sciatore alpino svizzero (n. 1992)

## Tennisti(1)
- Cédric Pioline, ex tennista francese (Neuilly-sur-Seine, n. 1969)

## Triatleti(1)
- Cédric Fleureton, triatleta francese (Lione, n. 1973)

## Tuffatori(1)
- Cédric Fofana, tuffatore canadese (Montréal, n. 2003)

## Velocisti(1)
- Cédric Van Branteghem, ex velocista belga (Gand, n. 1979)

## Senza attività specificata(1)
- Cédric Gracia, ex mountain biker francese (Pau, n. 1978)